# Баров Кирило Олександрович
Баров Кирило Олександрович (нар. 11 серпня 1917, Харків — 24 грудня 2006). Майстер спорту (1953), Заслужений тренер України (1966), інструктор-методист 1-ї категорії. Головний спеціаліст з архітектури.

## Біографія
Початок занять альпінізмом — 1933 р., з тих пір перерва була тільки на період другої світової війни. Одним з перших отримав рідкісний значок — «Альпініст СРСР — 5000 м» за сходження на Ельбрус і роботу інструктором на 1-й альпініаді Кабардино-Балкарії в 1935 році. Звання ст. інструктора альпінізму отримав ще до організації школи інструкторів в 1935 році.
Учасник війни, яку закінчив з трьома пораненнями і трьома орденами: Орден Червоної Зірки, Орден Вітчизняної Війни I і II ступеня. Інструкторську роботу почав у 1935 р. З 1947 р. протягом 12 років був нач. уч. частини альпіністських таборів «Червона Зірка», «Медик», «Батьківщина», «Спартак». Починаючи з 1957 р., понад 20 років працював нач. і ст. тренером Всесоюзної, Середньоазіатської і Харківської шкіл інструкторів альпінізму.
Чітко вивірені і відпрацьовані програми підготовки інструкторів і величезна кількість учнів дозволяють говорити про «Школу Барова» — стиль роботи, що поєднує не тільки високоякісну методичну підготовку, а й високі спортивні та етичні норми тренерів і інструкторів. Одним з принципів роботи К. О. Барова: «Інструктор повинен ходити» — керувалося кожне нове покоління викладачів школи інструкторів альпінізму.
Кращі сходження:
- Ушба — п/п «хрест»;
- пік Леніна, пік Комунізму і пік Корженевської в одному сезоні;
- п/в на Мамісон (4358 м),
- Чанчахі (4420 м),
- п/в на Коштан-тау (5151 м),
- Дихтау (5204 м),
- траверс Шхельди (4295 м).

Один із засновників Харківської обласної федерації альпінізму і міського клубу альпіністів. 18 років беззмінно був заст. голови обласної секції альпінізму.
Його сестри були також альпіністками високого класу, інструкторами альпінізму: Тетяна Барова — загинула на Ушбі в 1938 р, Наталя померла в 1952 р. після травми, отриманої на сходженні.

## Родина
Кирило Баров мав двох сестер: Тетяну (? — 1938), яка загинула під час сходження на гору Ушбу, та Наталію (1916—1952), яка померла від травми, що отримала під час одного зі сходжень.
Його дідом був український та радянський артист і режисер, народний артист РРФСР Микола Синельников (1885—1939).